# محجن‌آباد
محجن‌آباد، روستایی از توابع بخش کامفیروز شهرستان مرودشت در استان فارس ایران است.

## جمعیت
این روستا در دهستان کامفیروز جنوبی قرار دارد و براساس سرشماری مرکز آمار ایران در سال ۱۳۸۵، جمعیت آن ۲٬۰۱۹ نفر (۴۶۳خانوار) بوده‌است.